# Joško Vidošević
Joško Vidošević (Split, 1935. január 11. – Split, 1990. augusztus 10.) olimpiai ezüstérmes jugoszláv válogatott horvát labdarúgó, csatár, sportvezető.

## Pályafutása

### Klubcsapatban
1949-ben a Hajduk Split korosztályos csapatában kezdte a labdarúgást. Az első csapatban 1952-ben mutatkozott be, ahol 1962-ig játszott. A Hajdukkal egy jugoszláv bajnoki címet nyert. 1963-ban az RNK Split, 1964-ben a svájci FC Lugano játékosa volt.

### A válogatottban
1955–56-ban négy alkalommal szerepelt a jugoszláv válogatottban. Tagja volt az 1956-os melbourne-i olimpián ezüstérmes csapatnak.

### Sportvezetőként
1985 júniusa és 1986 novembere között a Hajduk Split elnökeként tevékenykedett.

## Sikerei, díjai
- az év játékosa a horvát labdarúgó-bajnokságban (1954–55)

 Jugoszlávia
- Olimpiai játékok
  - ezüstérmes: 1956, Melbourne

 Hajduk Split
- Jugoszláv bajnokság
  - bajnok: 1954–55

## Statisztika

### Mérkőzései a jugoszláv válogatottban
| Jugoszlávia | Jugoszlávia          | Jugoszlávia              | Jugoszlávia | Jugoszlávia | Jugoszlávia | Jugoszlávia | Jugoszlávia | Jugoszlávia |
| #           | Dátum                | Helyszín                 | Hazai       | Eredmény    | Vendég      | Kiírás      | Gólok       | Esemény     |
| ----------- | -------------------- | ------------------------ | ----------- | ----------- | ----------- | ----------- | ----------- | ----------- |
| 1.          | 1955. május 29.      | Torino, Stadio Comunale  | Olaszország | 0 – 4       | Jugoszlávia | Európa-kupa | -           |             |
| 2.          | 1955. június 26.     | Belgrád, JNA-stadion     | Jugoszlávia | 0 – 0       | Svájc       | Európa-kupa | -           |             |
| 3.          | 1955. szeptember 25. | Belgrád, JNA-stadion     | Jugoszlávia | 3 – 1       | NSZK        | barátságos  | -           | 70'         |
| 4.          | 1956. szeptember 12. | Zágráb, Maksimir Stadion | Jugoszlávia | 5 – 2       | Indonézia   | barátságos  | -           |             |
|             | Összesen             |                          |             | 4           | mérkőzés    |             | 0           | gól         |